# Griechische Fußballnationalmannschaft/Weltmeisterschaften
Der Artikel beinhaltet eine ausführliche Darstellung der griechischen Fußballnationalmannschaft bei Weltmeisterschaften:

## Überblick
| Jahr | Gastgeberland  | Teilnahme bis …    | Letzte(r) Gegner                | Ergebnis | Trainer             | Bemerkungen und Besonderheiten |
| ---- | -------------- | ------------------ | ------------------------------- | -------- | ------------------- | --- |
| 1930 | Uruguay        | nicht teilgenommen |                                 |          |                     | |
| 1934 | Italien        | nicht qualifiziert |                                 |          |                     | In der Qualifikation an Italien gescheitert (Heimrecht verkauft) |
| 1938 | Frankreich     | nicht qualifiziert |                                 |          |                     | In der Qualifikation an Ungarn gescheitert |
| 1950 | Brasilien      | nicht teilgenommen |                                 |          |                     | |
| 1954 | Schweiz        | nicht qualifiziert |                                 |          |                     | In der Qualifikation an Jugoslawien gescheitert |
| 1958 | Schweden       | nicht qualifiziert |                                 |          |                     | In der Qualifikation an Jugoslawien gescheitert |
| 1962 | Chile          | nicht qualifiziert |                                 |          |                     | In der Qualifikation an Deutschland gescheitert |
| 1966 | England        | nicht qualifiziert |                                 |          |                     | In der Qualifikation an der UdSSR gescheitert |
| 1970 | Mexiko         | nicht qualifiziert |                                 |          |                     | In der Qualifikation an Rumänien gescheitert |
| 1974 | Deutschland    | nicht qualifiziert |                                 |          |                     | In der Qualifikation an Jugoslawien gescheitert |
| 1978 | Argentinien    | nicht qualifiziert |                                 |          |                     | In der Qualifikation an Ungarn gescheitert |
| 1982 | Spanien        | nicht qualifiziert |                                 |          |                     | In der Qualifikation an Jugoslawien und Italien gescheitert |
| 1986 | Mexiko         | nicht qualifiziert |                                 |          |                     | In der Qualifikation an Polen und Belgien gescheitert |
| 1990 | Italien        | nicht qualifiziert |                                 |          |                     | In der Qualifikation an Rumänien gescheitert |
| 1994 | USA            | Vorrunde           | Argentinien, Bulgarien, Nigeria | 24.      | Alketas Panagoulias | mit 0:10 Toren als Gruppenletzter ausgeschieden |
| 1998 | Frankreich     | nicht qualifiziert |                                 |          |                     | In der Qualifikation an Dänemark und Kroatien gescheitert |
| 2002 | Südkorea/Japan | nicht qualifiziert |                                 |          |                     | In der Qualifikation an England und Deutschland gescheitert |
| 2006 | Deutschland    | nicht qualifiziert |                                 |          |                     | In der Qualifikation an der Ukraine und der Türkei gescheitert, die Türkei scheiterte dann in den Play-offs. |
| 2010 | Südafrika      | Vorrunde           | Südkorea, Argentinien, Nigeria  | 25.      | Otto Rehhagel       | Otto Rehhagel ältester Trainer bei einer WM |
| 2014 | Brasilien      | Achtelfinale       | Costa Rica                      | 13.      | Fernando Santos     | Griechenland konnte sich in den Play-offs gegen Rumänien durchsetzen. In der Gruppenphase traf Griechenland erstmals auf die Elfenbeinküste sowie auf Japan und Kolumbien. Mit 4 Punkten erreichte Griechenland dabei erstmals die Runde der besten 16. Dort traf die Mannschaft nun auf Costa Rica und verlor 6:4 inklusive Elfmeterschießen. |
| 2018 | Russland       | nicht qualifiziert |                                 |          |                     | In der Qualifikation belegte die Mannschaft in einer Gruppe mit Belgien, Bosnien und Herzegowina, Estland und Zypern den zweiten Platz und konnte sich in den Playoffspielen der Gruppenzweiten nicht gegen Kroatien durchsetzten. |
| 2022 | Katar          | nicht qualifiziert |                                 |          |                     | In der Qualifikation an Spanien und Schweden gescheitert. |

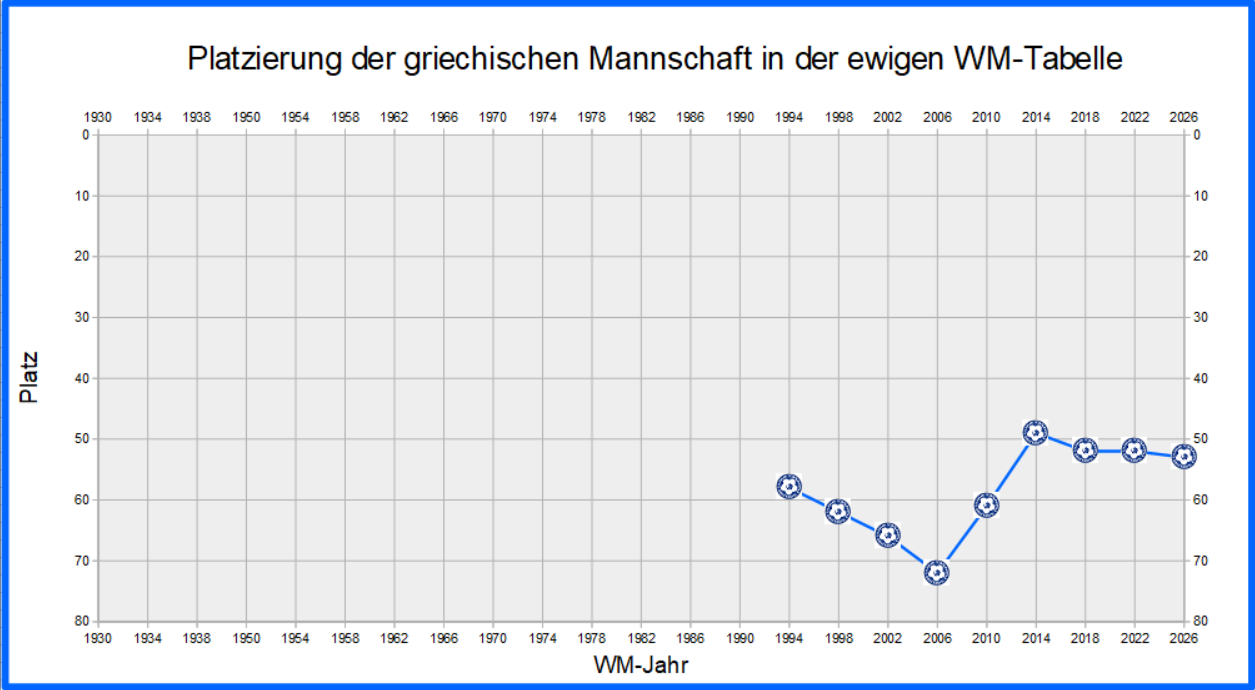
Platzierung der griechischen Mannschaft in der ewigen WM-Tabelle

Statistik (Angaben inkl. 2022: 22 Weltmeisterschaften; Prozentangaben sind gerundet)
- Nicht teilgenommen: 2× (9 %; 1930, 1950)
- Nicht qualifiziert: 17× (77 %; 1934, 1938, 1954, 1958, 1962, 1966, 1970, 1974, 1978, 1982, 1986, 1990, 1998, 2002, 2006, 2018 und 2022)
- Sportliche Qualifikation: 3× (13,6 % bzw. bei 15 % der Versuche)
  - Vorrunde: 2× (9 %; 1994 und 2010)
  - Achtelfinale: 1× (4,5 %; 2014)

## WM-Turniere

### 1930 in Uruguay
Griechenland hatte zwar bereits 1920 bei den Olympischen Spielen in Antwerpen erstmals ein Länderspiel ausgetragen, nahm wie viele europäische Länder an der ersten Weltmeisterschaft aber nicht teil.

### 1934 in Italien
Für die erste WM in Europa sollten sich die Griechen durch Spiele gegen den Gastgeber Italien qualifizieren. Nachdem die Griechen in Mailand mit 0:4 verloren hatten, verzichteten sie auf das Rückspiel und erhielten dafür 700.000 Drachmen vom italienischen Verband.

### 1938 in Frankreich
Für die erste WM in Frankreich mussten die Griechen zunächst gegen Palästina antreten. Am 22. Januar 1938 gewannen sie in Tel Aviv das erste Qualifikationsspiel gegen eine mit jüdischen Einwanderern besetzte Mannschaft mit 3:1. Dabei erzielte Kleanthis Vikelidis die ersten beiden Qualifikationstore für die Griechen. Mit einem 1:0, das wieder Vikelidis erzielte, im Rückspiel in Athen wurde die zweite Runde erreicht. In dieser verloren sie in Budapest gegen Ungarn mit 1:11, der bis heute höchsten Niederlage der griechischen Mannschaft.

### 1950 in Brasilien
Griechenland hatte zwar nach der Unterbrechung des Länderspielbetrieb aufgrund des Zweiten Weltkriegs und des darauf folgenden Griechischen Bürgerkriegs bereits 1948 wieder Länderspiele ausgetragen, an der 1949 begonnenen Qualifikation zur zweiten WM in Südamerika nahmen die Griechen aber nicht teil.

### 1954 in der Schweiz
In der Qualifikation für die Fußball-Weltmeisterschaft 1954 trafen die Griechen auf Jugoslawien sowie Israel. Beide Spiele gegen Israel wurden gewonnen, aber die Spiele gegen Jugoslawien jeweils mit 0:1 verloren, so dass nur der zweite Platz in der Gruppe erreicht wurde.

### 1958 in Schweden
Für die Fußball-Weltmeisterschaft 1958 konnte sich Griechenland wieder nicht qualifizieren. Wieder war Jugoslawien stärker und auch Rumänien, das sich als Gruppenzweiter nicht qualifizieren konnte, gewann zweimal gegen die Griechen.

### 1962 in Chile
Für die dritte WM in Südamerika konnte sich Griechenland auch nicht qualifizieren. Gegner waren die BR Deutschland und Nordirland. Gegen Deutschland wurden beide Spiele verloren, gegen Nordirland das Heimspiel gewonnen und das Auswärtsspiel verloren. Punktgleich mit den Nordiren schieden die Griechen damit aus.

### 1966 in England
In der Qualifikation zur WM in England trafen die Griechen erstmals in einer Vierergruppe auf die UdSSR, Wales und Dänemark. Die Griechen starteten mit zwei Heimsiegen gegen die Waliser und Dänen, verloren dann aber die nächsten drei Spiele und konnten nur zum Abschluss in Kopenhagen noch ein 1:1 gegen die Dänen erreichen. Damit schieden die Griechen als Gruppendritter aus.

### 1970 in Mexiko
Auch für die erste WM in Mittelamerika konnte sich Griechenland nicht qualifizieren. In einer Gruppe mit Rumänien, der Schweiz und dem WM-Dritten Portugal hatten die Griechen zwar am Ende die beste Tordifferenz und die meisten Tore erzielt, aber einen Punkt weniger als die Rumänen, den sie im letzten Spiel in Rumänien beim 1:1 verloren hatten.

### 1974 in der Bundesrepublik Deutschland
In der Qualifikation zur ersten WM in Deutschland verloren die Griechen alle Spiele in einer Gruppe mit Jugoslawien und Spanien.

### 1978 in Argentinien
Für die WM in Argentinien konnte sich Griechenland ebenfalls nicht qualifizieren. Diesmal waren Ungarn und die Sowjetunion stärker. Immerhin gelang am 10. Mai 1977 in Thessaloniki mit einem 1:0 der erste Sieg gegen die UdSSR.

### 1982 in Spanien
Für die WM in Spanien wurde zwar das Teilnehmerfeld vergrößert, Griechenland konnte sich aber erneut nicht qualifizieren. Jugoslawien, Italien und Dänemark waren stärker. Lediglich ein Spiel gegen Dänemark und beide Spiele gegen Luxemburg wurden gewonnen.

### 1986 in Mexiko
Für die zweite WM in Mexiko konnte sich Griechenland wieder nicht qualifizieren. Hinter den punktgleichen Polen und Belgiern wurde punktgleich mit Albanien, gegen das der einzige Sieg gelang, aber mit der schlechteren Tordifferenz nur der letzte Gruppenplatz belegt.

### 1990 in Italien
Die zweite WM Italien verpasste Griechenland dann ebenfalls. In einer Gruppe mit Rumänien, Dänemark und Bulgarien wurde nur der vorletzte Platz belegt und nur das Heimspiel gegen Bulgarien gewonnen.

### 1994 in den Vereinigten Staaten
Für die WM in den USA konnten sich die Griechen dann endlich qualifizierten. In einer Sechsergruppe zusammen mit Russland, Island, Ungarn, Luxemburg und den später aufgrund der UN-Sanktionen suspendierten Jugoslawen wurde überraschend der erste Platz belegt. Dabei konnten sich die Griechen vorwiegend auf ihre Abwehr verlassen und kassierten nur zwei Gegentore, gewannen aber vier Spiele nur mit 1:0.
In den USA trafen die Griechen zunächst auf Vizeweltmeister Argentinien und bereits in der zweiten Spielminute knackte Gabriel Batistuta das griechische Abwehrbollwerk. Es folgten drei weitere Tore, zwei davon ebenfalls durch Batistuta und somit verloren die Griechen ihr erstes WM-Spiel mit 0:4. Im zweiten Spiel gegen Bulgarien verloren sie ebenfalls mit 0:4, womit den Bulgaren der erste WM-Sieg gelang, und anschließend wurde auch WM-Neuling Nigeria mit 0:2 verloren. Als Gruppenletzter und ohne Torerfolg verabschiedeten sich die Griechen dann wieder für 16 Jahre von der WM-Bühne.

### 1998 in Frankreich
Für die zweite WM in Frankreich konnten sich die Griechen noch wieder nicht qualifizieren. In einer Gruppe mit Dänemark sowie Kroatien, Bosnien-Herzegowina und Slowenien, die erstmals teilnahmen, wurde mit einem Punkt Rückstand hinter Kroatien nur der dritte Platz belegt. Zwar kassierten die Griechen mit vier Toren die wenigsten Gegentore, erzielten selber aber nur 11 und verpassten die Qualifikation am letzten Spieltag durch ein 0:0 in Marousi gegen Dänemark.

### 2002 in Japan und Südkorea
Vier Jahre später misslang auch die Qualifikation für die erste WM in Asien. England und Deutschland, das sich in den Play-offs der Gruppenzweiten gegen die Ukraine durchsetzte, und Finnland waren stärker. Nur Albanien hatte am Ende weniger Punkte als die Griechen. Entscheidend für das Verpassen der Qualifikation war diesmal die Abwehrschwäche, denn 17 Gegentore wurden zugelassen, mehr musste keine Mannschaft in dieser Gruppe hinnehmen. Selber erzielten die Griechen nur sieben Tore.

### 2006 in Deutschland
Für die zweite WM in Deutschland konnten sich die Griechen ebenfalls nicht qualifizieren. Dabei hatten sie mit einer vom deutschen Trainer Otto Rehhagel perfektionierten Abwehr 2004 überraschend die EM 2004 gewonnen und waren mit großen Hoffnungen in die Qualifikation gestartet. Aber in einer Siebener-Gruppe mit der Ukraine, der Türkei, die in den Playoffs der Gruppenzweiten an der Schweiz scheiterte, Dänemark, Albanien, Georgien und Kasachstan wurde nur der vierte Platz belegt. Verpasst wurde die Qualifikation am vorletzten Spieltag durch ein 0:1 in Dänemark. Mitentscheidend war aber auch die 1:2-Auftaktniederlage gegen Albanien.

### 2010 in Südafrika
Die Qualifikation für die erste WM in Afrika verlief dann erfolgreich. In einer Gruppe mit der Schweiz, Lettland, Israel, Luxemburg und Moldau fehlte am Ende zwar ein Punkt, um sich direkt zu qualifizieren, in den Playoffs der Gruppenzweiten gelang dann aber nach einem torlosen Remis im Heimspiel mit einem 1:0-Sieg in Kiew gegen die Ukraine die erneute Qualifikation.
In Südafrika trafen die Griechen im ersten Spiel auf Südkorea und verloren mit 0:2. Im zweiten Spiel gegen Nigeria gelang dann nach 0:1-Rückstand mit einem 2:1 der erste WM-Sieg, wobei Dimitrios Salpingidis das erste WM-Tor der Griechen erzielte. Im letzten Gruppenspiel wurde dann gegen Ex-Weltmeister Argentinien mit 0:2 verloren, womit die Griechen als Gruppendritter ausschieden. Nach der WM beendete Otto Rehhagel seine Tätigkeit als Nationaltrainer.

### 2014 in Brasilien
Für die zweite WM in Brasilien waren den Griechen als Qualifikationsgegner Bosnien-Herzegowina, die Slowakei, Litauen, Lettland und Liechtenstein zugelost worden. Am Ende wurden die Griechen punktgleich hinter Bosnien-Herzegowina, aber der weitaus schlechteren Tordifferenz Gruppenzweiter, hatten dabei aber mit vier Toren die wenigsten Gegentore kassiert und waren bester Gruppenzweiter. In den Playoff-Spielen der Gruppenzweiten trafen sie auf Rumänien und gewannen das Heimspiel mit 3:1. Da das Rückspiel 1:1 endete, hatten sich die Griechen für die WM-Endrunde qualifiziert.
In Brasilien trafen sie im ersten Spiel auf Kolumbien und verloren mit 0:3. Auch im zweiten Spiel gegen Japan erzielten sie kein Tor, da den Japanern aber auch keins gelang, trennten sich beide remis. Im letzten Spiel gegen die Elfenbeinküste stand es bis zu 90. Minute 1:1, womit die Elfenbeinküste das Achtelfinale erreicht hätte und die Griechen ausgeschieden wären. In der Nachspielzeit erhielten die Griechen aber einen Strafstoß den Giorgos Samaras verwandeln konnte, womit die Griechen erstmals das Achtelfinale erreichten. In diesem trafen sie auf die Überraschungsmannschaft aus Costa Rica, die sich gegen drei Ex-Weltmeister durchgesetzt hatte. Wieder standen die Griechen bis zur 90. Minute vor dem Aus, dann gelang in der Nachspielzeit der Treffer zum 1:1-Ausgleich, womit eine Verlängerung fällig wurde. Da beiden Mannschaften in der Verlängerung kein Tor gelang, musste das Elfmeterschießen entscheiden. Nachdem die ersten drei Schützen beider Mannschaften erfolgreich waren und auch der vierte Schütze der Mittelamerikaner, hielt der costa-ricanische Torhüter Keylor Navas den Schuss des ehemaligen Bundesliga-Torschützenkönigs Theofanis Gekas. Nachdem auch der fünfte Costa-Ricaner verwandeln konnte, musste der letzte Grieche nicht mehr antreten. Damit waren die Griechen ausgeschieden.

### 2018 in Russland
Im Oktober 2015 wurde Michael Skibbe neuer Nationaltrainer in Griechenland, nachdem die Griechen die EM-Endrunde 2016 verpasst hatten. In der Qualifikation, die im September 2016 begann, trafen die Griechen auf Bosnien und Herzegowina, Belgien, Estland und Zypern. Nach der Hälfte der Spiele, in denen die Griechen dreimal gewannen und zweimal remis spielten, lagen sie auf dem zweiten Platz mit zwei Punkten Rückstand auf Spitzenreiter Belgien. In die Rückrunde starteten sie dann mit zwei torlosen Unentschieden und verloren dann das Heimspiel gegen Belgien mit 1:2, wodurch sich die Belgier als erste europäische Mannschaft sportlich für die WM qualifizierten und die Griechen auf den dritten Platz hinter Bosnien & Herzegowina zurückfielen. Da die Belgier aber auch in Sarajevo gewannen, während die Griechen die beiden letzten Spiele auf Zypern und gegen Gibraltar gewannen, konnten sie noch den zweiten Platz zurückerobern und trafen in den Playoffspielen der Gruppenzweiten als siebtbester Gruppenzweiter auf Kroatien. Nach einer 1:4-Auswärtsniederlage konnten sie im Heimspiel das Blatt nicht mehr wenden und kamen nur zu einem torlosen Remis.

### 2022 in Katar
In der Qualifikation trafen die Griechen auf Spanien, Schweden, Georgien und das Kosovo. Gegen Spanien gab es zuvor erst einen Sieg – in der Qualifikation für die letztlich für die Griechen sehr erfolgreich verlaufene EM 2004 – bei zwei Remis und sieben Niederlagen, zuletzt bei der EM 2008. Gegen Schweden war die Bilanz noch positiv mit zwei Siegen, drei Remis und einer Niederlage bei der EM 2008, dem zuvor einzigen Pflichtspiel gegen die Skandinavier. Gegen Georgien gab es zuvor sechs Siege und ein Remis. Nur das erste Spiel war ein Freundschaftsspiel. Gegen das Kosovo wurde zuvor nur in der UEFA Nations League 2020/21 gespielt. Das erste Spiel gewannen die Griechen auswärts mit 2:1, das torlose Remis daheim verhinderte den Aufstieg in die höhere Liga.
Die Griechen begannen mit einem 1:1 in Spanien, dem folgten weitere 1:1-Remis daheim gegen Georgien sowie auswärts im Kosovo. Dann folgten zwei Siege: 2:1 daheim gegen Schweden und 2:0 in Georgien. Durch zwei Niederlagen – 0:2 in Schweden und 0:1 daheim gegen Spanien – bestand aber vor dem letzten Spiel keine Chance mehr die Endrunde zu erreichen. Denn in der UEFA Nations League 2020/21 verpassten die Griechen durch ein torloses Remis am letzten Spieltag gegen Slowenien den Gruppensieg, der noch eine Minimalchance auf die Play-off-Teilnahme geboten hätte. Im letzten Spiel gab es dann gegen das Kosovo das vierte 1:1.

### 2026 in Kanada, Mexiko und USA
In der Qualifikation treffen die Griechen ab September 2025 auf Dänemark, Schottland und Belarus. Die Dänen sind häufigster Gegner der Griechen in der WM-Qualifikation. Bereits fünfmal (1966, 1982, 1990, 1998, 2006) trafen sie dort aufeinander, wobei die Griechen sich nie und die Dänen nur einmal  (1998) für die WM-Endrunde qualifizieren konnten.

## Spieler

### Rangliste der griechischen WM-Spieler mit den meisten Einsätzen
01. Georgios Karagounis, Georgios Samaras und Vasilios Torosidis: 7 Einsätze bei 2 Turnieren
04. Theofanis Gekas, Konstantinos Katsouranis, Sokratis und Dimitrios Salpingidis: 6 Einsätze bei 2 Turnieren

### Rangliste der griechischen WM-Spieler mit den meisten Toren
01. Sokratis, Dimitrios Salpingidis, Giorgos Samaras, Andreas Samaris, Vasilios Torosidis – alle je 1 Tor

### WM-Kapitäne
- 1994: Dimitris Saravakos (1. Spiel), Efstratios Apostolakis (2. Spiel), Tassos Mitropoulos (3. Spiel)
- 2010: Giorgos Karagounis
- 2014: Kostas Katsouranis

### Bei Weltmeisterschaften gesperrte Spieler
- 1994: Tassos Mitropoulos erhielt im letzten Gruppenspiel gegen Nigeria die zweite Gelbe Karte, da Griechenland ausschied, hatte diese keinen Effekt.
- 2014: Kostas Katsouranis erhielt im zweiten Gruppenspiel gegen Japan die Gelb-Rote Karte und war für das letzte Gruppenspiel gegen die Elfenbeinküste gesperrt.

### Anteil der im Ausland spielenden Spieler im WM-Kader
Im ersten griechischen WM-Kader standen noch keine Legionäre. Danach waren zunächst weniger und dann mehr als die Hälfte des Kaders Legionäre.
| Jahr (Spiele) | Anzahl (Länder)                                                                                   | Spieler (Einsätze) |
| ------------- | ------------------------------------------------------------------------------------------------- | --- |
| 1994 (3)      | 0                                                                                                 | |
| 2010 (3)      | 9 (2 in Deutschland, 1 in England, 3 in Italien, 1 in Rumänien, 1 in Schottland, 1 in Zypern)     | Angelos Charisteas (1), Theofanis Gekas (2); Sotirios Kyrgiakos (2); Evangelos Moras (1), Sokratis (2); Alexandros Tziolis (3); Pantelis Kapetanos (1); Giorgos Samaras (3); Christos Patsatzoglou (2) |
| 2014 (4)      | 14 (1 in Deutschland, 2 in England, 6 in Italien, 1 in Schottland, 2 in Spanien, 2 in der Türkei) | Sokratis (4); Giorgos Karagounis (4), Konstantinos Mitroglou (3); Lazaros Christodoulopoulos (2), Ioannis Fetfatzidis (2), Panagiotis Kone (3), Evangelos Moras (0), Panagiotis Tachtsidis (0), Vasilios Torosidis (4); Giorgos Samaras (4); Orestis Karnezis (4), Loukas Vyntra (0); Theofanis Gekas (4), Alexandros Tziolis (0) |

## Spiele
Griechenland bestritt bisher 10 WM-Spiele, davon wurden zwei gewonnen (beide gegen afrikanische Mannschaften), sechs verloren und zwei endeten remis. Einmal musste ein Remis-Spiel verlängert werden, da ein Sieger ermittelt werden musste, das Spiel wurde durch Elfmeterschießen verloren.
Griechenland nahm nie am Eröffnungsspiel teil und spielte nie gegen den Titelverteidiger, Gastgeber und späteren Weltmeister. Einmal, als man selber Neuling war, traf man auf einen WM-Neuling: 1994/Nigeria.
Nur gegen Argentinien und Nigeria spielte Griechenland zweimal.
| Alle WM-Spiele |               |           |                |   |                                         |              |                                                                                            |
| Nr.            | Datum         | Ergebnis  | Gegner         |   | Austragungsort                          | Anlass       | Bemerkung                                                                                  |
| 1.             | 21. Juni 1994 | 0:4       | Argentinien    | * | Boston (USA)                            | Gruppenspiel | Erstes Spiel gegen Argentinien                                                             |
| 2.             | 26. Juni 1994 | 0:4       | Bulgarien      | * | Chicago (USA)                           | Gruppenspiel |                                                                                            |
| 3.             | 30. Juni 1994 | 0:2       | Nigeria        | * | Boston (USA)                            | Gruppenspiel | Erstes Spiel gegen Nigeria                                                                 |
| 4.             | 12. Juni 2010 | 0:2       | Südkorea       | * | Nelson Mandela Bay/Port Elizabeth (ZAF) | Gruppenspiel |                                                                                            |
| 5.             | 17. Juni 2010 | 2:1       | Nigeria        | * | Mangaung/Bloemfontein (ZAF)             | Gruppenspiel | Dimitrios Salpingidis erzielt das erste WM-Tor Griechenlands erster Sieg in einem WM-Spiel |
| 6.             | 22. Juni 2010 | 0:2       | Argentinien    | * | Polokwane (ZAF)                         | Gruppenspiel | 106. und letztes Länderspiel unter Otto Rehhagel                                           |
| 7.             | 14. Juni 2014 | 0:3       | Kolumbien      | * | Belo Horizonte (BRA)                    | Gruppenspiel |                                                                                            |
| 8.             | 19. Juni 2014 | 0:0       | Japan          | * | Natal (BRA)                             | Gruppenspiel |                                                                                            |
| 9.             | 24. Juni 2014 | 2:1       | Elfenbeinküste | * | Fortaleza (BRA)                         | Gruppenspiel | Erstes Länderspiel gegen die Elfenbeinküste                                                |
| 10.            | 29. Juni 2014 | 1:1 n. V. | Costa Rica     | * | Recife (BRA)                            | Achtelfinale | Erstes Länderspiel gegen Costa Rica 3:5 im Elfmeterschießen                                |

### Höchste Siege und Niederlagen
Die griechische Mannschaft erzielte nur einen ihrer höchsten Siege bei einem WM-Turnier:
- Elfenbeinküste: Vorrunde 2014 – 2:1 (einziges Spiel gegen die Elfenbeinküste)

Gegen folgende Länder kassierte die griechische Mannschaft ihre höchsten Niederlagen bei WM-Turnieren:
- Argentinien: Vorrunde 1994 – 0:4
- Bulgarien: Vorrunde 1994 – 0:4 (zudem ein 0:4 in einem WM-Qualifikationsspiel)
- Kolumbien: Vorrunde 2014 – 0:3
- Nigeria: Vorrunde 1994 – 0:2 (einzige Niederlage gegen Nigeria)
- Südkorea: Vorrunde 2010 – 0:2 (zudem ein 0:2 in einem Freundschaftsspiel)

## Rekorde
- Griechenland wurde 2010 vom ältesten Trainer bei einer Weltmeisterschaft betreut, dem Deutschen Otto Rehhagel (71 Jahre).

## Negativrekorde
- Schlechteste Mannschaft der WM-Endrunde 1994 (von der FIFA auf Platz 24 eingestuft)
- Griechenland ist einer von drei Europameistern, die sich nicht für die WM-Endrunde qualifizieren konnten (2006), zudem Tschechoslowakei/1978 und Dänemark/1994